# Bakhtishu'

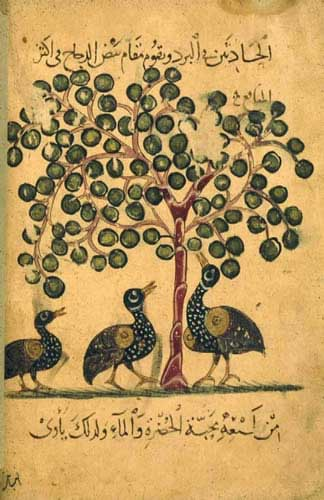
Pagina del Manāfiʿ al-ḥayāwan (منافع الحيوان) di Abū Saʿīd ʿUbayd Allāh b. Bakhtīshūʿ (X secolo).

I Bakhtīshūʿ, o Bukhtīshūʿ di Gondishapur (detti anche Bakhtīshua o Bukht-Yishu) furono una famiglia di medici persiani, di religione cristiana nestoriana, attiva per sei generazioni lungo l'arco di tempo di un quarto di millennio, tra il VII, l'VIII e il IX secolo.

Alcuni componenti di questa famiglia operarono come medici personali dei vari califfi abbasidi (750-1258).

La famiglia era originaria di Ahvaz, presso Gondishapur, anche se si trasferì a Baghdad e più tardi a Nisibi, nel settentrione siriano, città che un tempo aveva fatto parte dell'Impero sasanide.

## Etimologia
Secondo il Kitāb ʿuyūn al-anbāʾ fī ṭabaqāt al-aṭibbāʾ (in arabo كتاب عيون الأنباء في طبقات الأطباء‎?) dello storico arabo del XII secolo Ibn Uṣaybiʿa (in arabo ابن أبي أصيبعة‎?), il nome Bakhtīshūʿ significava in siriaco "servo di Gesù" Il vocabolo "Bukht" potrebbe però essere medio-persiano (il persiano d'età sasanide) mentre "Ishu" è in effetti siriaco e sta per Jesis: parola che significa "salvato grazie a Gesù".

## Componenti della famiglia
Non sono sopravvissute testimonianze circa i primi due membri della famiglia. Per quelli che conosciamo, il primo anello della catena familiare prende l'avvio con Jirjīs (Giorgio). La sequenza genealogica procede nel seguente modo:

### Jurjīs (جرجیس)
Jurjīs, padre di Bakhtīshūʿ II e nonno di Jibrāʾīl ibn Bakhtīshūʿ, fu un autore di opere scientifiche e diresse l'ospedale dell'Accademia di Gundishapur, centro del sapere che formava i medici per le corti di Mesopotamia, Siria e Persia. Fu chiamato a Baghdad nel 765 per curare una malattia di stomaco del califfo al-Manṣūr. Dopo aver abilmente curato la malattia, il califfo gli chiese di rimanere a Baghdad: cosa che egli fece finché si ammalò a sua volta nel 769. Prima di accordargli il permesso di tornare a Gondishapur, il califfo lo invitò a convertirsi all'Islam, ottenendone però un diniego, affermando che egli voleva trovarsi coi suoi padri quando fosse morto. Rispettando tale tenacia, al-Manṣūr inviò un suo attendente con Jurjīs per assicurarsi che egli giungesse senza problemi alla sua destinazione. In cambio per l'attendente e di una ricompensa di 10.000 dīnār, Jurjīs promise che avrebbe mandato a Baghdad il suo migliore allievo ʿĪsā b. Sahl, dal momento che suo figlio, Bakhtīshūʿ II, non poteva abbandonare l'ospedale di Gondishapur.

### Bakhtīshūʿ II (بختیشوع دوم)
Bakhtīshūʿ II fu figlio di Jurjīs bin Bakhtīshūʿ e padre di Jibrāʾīl bin Bakhtīshūʿ. Fu nominato direttore dell'ospedale di Gondishapur quando suo padre fu convocato a Baghdad per curare i disturbi di stomaco del califfo al-Mansūr. Per impedire che Bakhtīshūʿ fosse costretto a trasferirsi a sua volta nella capitale, quando Jurjīs tornò a casa, propose al califfo di mandare al suo posto uno dei suoi migliori allievi. Nonostante ciò, Bakhtīshūʿ II fu convocato a Baghdad per curare i disturbi fisici del califfo al-Hadi, che era gravemente ammalato. Dovette ritornare una seconda volta a Baghdad nel 787, quando il califfo Hārūn al-Rashīd subì attacchi violenti di emicrania. Riuscì a guarirlo con successo e questi, in segno di gratitudine, lo nominò archiatra, ruolo che Bakhtīshūʿ mantenne fino alla sua morte, avvenuta nell'801.

### Jibrāʾīl II ibn Bakhtīshūʿ (جبرائیل دوم)
Altrimenti detto Jibrīl b. Bakhtīshūʿ, ed anche Jibrāʾīl ibn Bukhtyishu o Jibrāʾīl b. Bakhtishu, fu il figlio di Bakhtīshūʿ II, il quale era stato l'archiatra dei califfi di Baghdad dal 787 fino alla sua morte, avvenuta nell'801. Jibrāʾīl, come tutti i membri della famiglia Bakhtīshūʿ, era cristiano nestoriano e parlava il siriaco. Studiò medicina all'Accademia di Gondishāpūr, di cui divenne in seguito direttore.
Nel 791, grazie alle sue ottime referenze, fu segnalato da Jaʿfar il Barmecide, fratello di latte e vizir del califfo Hārūn al-Rashīd, affinché lo assumesse come medico di corte. Malgrado tale segnalazione, Jabrāʾīl non succedette al padre fino all'805, quando riuscì a guarire una delle schiave di Hārūn al-Rashīd, ottenendo così la riconoscenza del Califfo.
All'epoca in cui Jibrāʾīl viveva a Baghdad, suggerì a Hārūn al-Rashīd di far costruire il suo primo ospedale (maristan). Lo xenodochio e l'annesso osservatorio astronomico furono costruiti avendo come modello quanto era stato realizzato a Gondishāpūr. Jibrāʾīl diresse anche l'ospedale di al-Rashīd, cui il califfo dette il proprio nome.

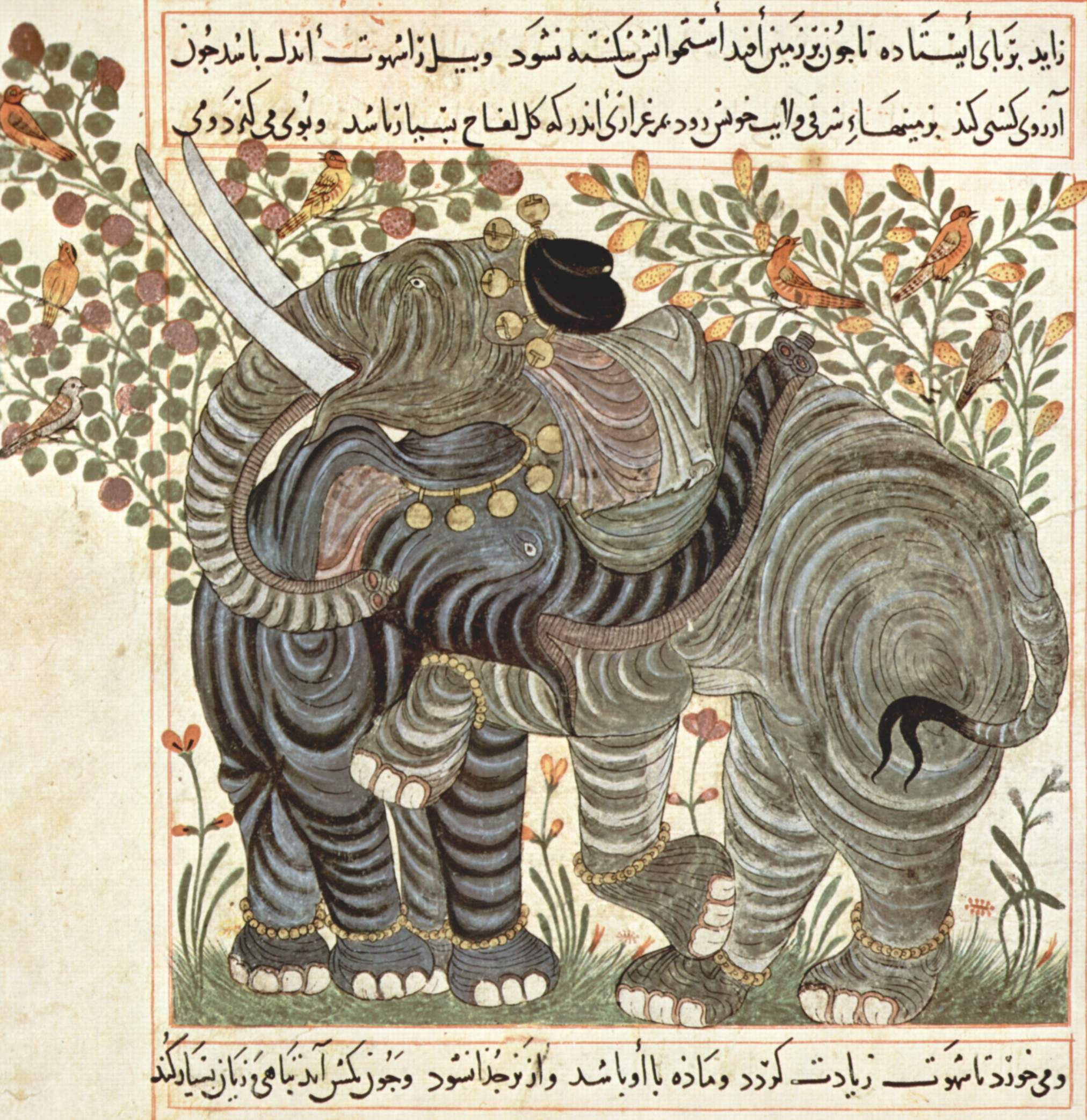
Illustrazione del Manāfiʿ al-Ḥayāwan (منافع الحيوان) di Abū Saʿīd ʿUbayd Allāh b. Bakhtīshūʿ (ms. persiano del XII secolo)

I medici della corte califfale godevano di ottimo trattamento e di grande considerazione. Jibrāʾīl poteva vantare un ulteriore privilegio: quello sedere come nadīm (cortigiano e commensale) alla tavola del califfo e di essere con lui in un rapporto confidenzale non concesso a molti altri astanti. Durante la fase finale della malattia di Hārūn al-Rashīd, Jibrāʾīl cadde in disgrazia per l'evidente impossibilità di porre un rimedio a quel morbo e fu condannato a morte. Fu salvato dall'esecuzione da al-Faḍl bin al-Rabīʿ e in seguito divenne il medico personale di al-Amīn (809-813). Dopo la salita al potere di al-Maʾmūn, Jibrāʾīl ancora una volta dovette fronteggiare il pericolo della sua incarcerazione, ma fu in grado di curare al-Ḥasan bin Saḥl e per questo fu rimesso in libertà nell'817.

Tre anni più tardi fu sostituito dal genero Mikhāʾīl, ma fu di nuovo richiamato a corte nell'827, quando Mikhāʾīl non fu in condizione di guarire il Califfo. 

Morì col favore califfale tra l'827 e l'829. Essendo cristiano fu sepolto nel Monastero (dayr) di S. Sergio a Ctesifonte (oggi al-Madāʾin), sulla riva sinistra del fiume Tigri.
Fu autore di molte opere di medicina ed esercitò una notevole influenza sui progressi della scienza medica nella Casa della Sapienza. Gli sono attribuite le seguenti opere: Kitāb ṭabā’i‘ al-ḥayawān wa-khawāṣṣihā wa-manāfi‘ a‘ḍā’ihā ("Libro delle caratteristiche degli animali, delle loro proprietà e dell'utilità dei loro organi'"), dedicata all'emiro di Mosul Nasir al-Dawla; Risāla fī al-ṭibb wa-al-aḥdāth al-nafsāniyya ("Trattato di medicina e fenomeni psicologici"); and Kitāb naʿt al-hayawān ("Cultura islamica e arti mediche"). Riuscì dopo grandi sforzi a procurarsi opere mediche nell'originale greco e finanziò personalmente la loro traduzione in arabo.
Durante il IX e X secolo, i Bakhtīshūʿ mantennero di fatto il monopolio della pratica medica a Baghdad.  Jibrīl si pensa avesse cumulato un patrimonio di 88.800.000 dirham per aver servito Hārūn al-Rashīd per 23 anni e i Barmecidi per 13, senza tener conto delle parcelle incassate per curare altri pazienti meno abbienti di costoro.
Incaricò Hunayn ibn Ishaq, direttore della Casa della Sapienza di Baghdad e anch'egli cristiano nestoriano, di tradurre 129 opere di Galeno e della sua scuola in siriaco.

### Yuḥānnā ibn Bakhtīshūʿ
Figlio illegittimo di Jabril Ibn Bukhtishu (morto nel 828-29), Yuḥānnā ibn Bakhtīshūʿ (latinizzato Johannes Bukhtishu) fu medico dei califfi al-Maʾmūn (813-833), al-Wathiq (842-847) e al-Mutawakkil (847-861). Fu il successore del padre dopo la sua morte. È noto per aver scritto un trattato sulle conoscenze astrologiche necessarie per i medici, andato perduto. Non è ancora chiaro se sia effettivamente l'autore di un trattato sulla materia medica a lui attribuito.

### Jibrāʾīl III (جبرائیل سوم)
Jibrāʾīl III fu figlio di ʿUbayd Allāh b. Bakhtīshūʿ, un funzionario addetto a questioni finanziarie per conto del califfo abbaside al-Muqtadir. Dopo la morte del padre, sua madre si risposò con un altro medico. Jibrāʾīl III cominciò a studiare medicina a Baghdad, dove rimase senza alcuna risorsa economica in seguito alla morte anche della madre. Dopo aver curato e guarito un inviato del califfo che proveniva da Kermān, fu chiamato a Shīrāz dal Buwayhide ʿAḍud al-Dawla ma presto tornò a Baghdad. Lasciò la capitale califfale solo per effettuare alcuni consulti medici, declinando anche l'offerta generosa avanzatagli dall'Imam fatimide al-ʿAzīz bi-llāh, che desiderava che egli si stabilisse al Cairo. Jibrāʾīl III morì l'8 giugno del 1006.